# Menhir de Kergo
Le menhir de Kergo, appelé aussi menhir de Parc Bras, est un menhir situé à Carnac, dans le Morbihan en France.

## Localisation
Le menhir est situé à environ 210 m à vol d'oiseau à l'est du hameau de Kergo et environ 350 m au sud du hameau du Kerveno. Les dolmens d'Er-Rohellec sont situés à environ 150 m au sud.

## Historique
Le menhir est classé au titre des monuments historiques par la liste de 1889.

## Description
Le menhir est de forme parallélépipédique. Il mesure environ 3 m de hauteur sur 2 m de largeur. Il comporte de profondes entailles naturelles sur sa face ouest. Deux autres monolithes sont visibles aux alentours, l'un couché au sol (bloc de plus de 2 m de long situé à 10 m à l'est-sud-est) et l'autre dressé à 50 m au nord-nord-est.